# Bil'in

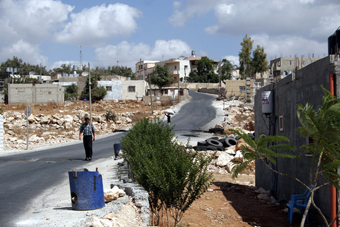
Der südliche Eingang zum Bil'in

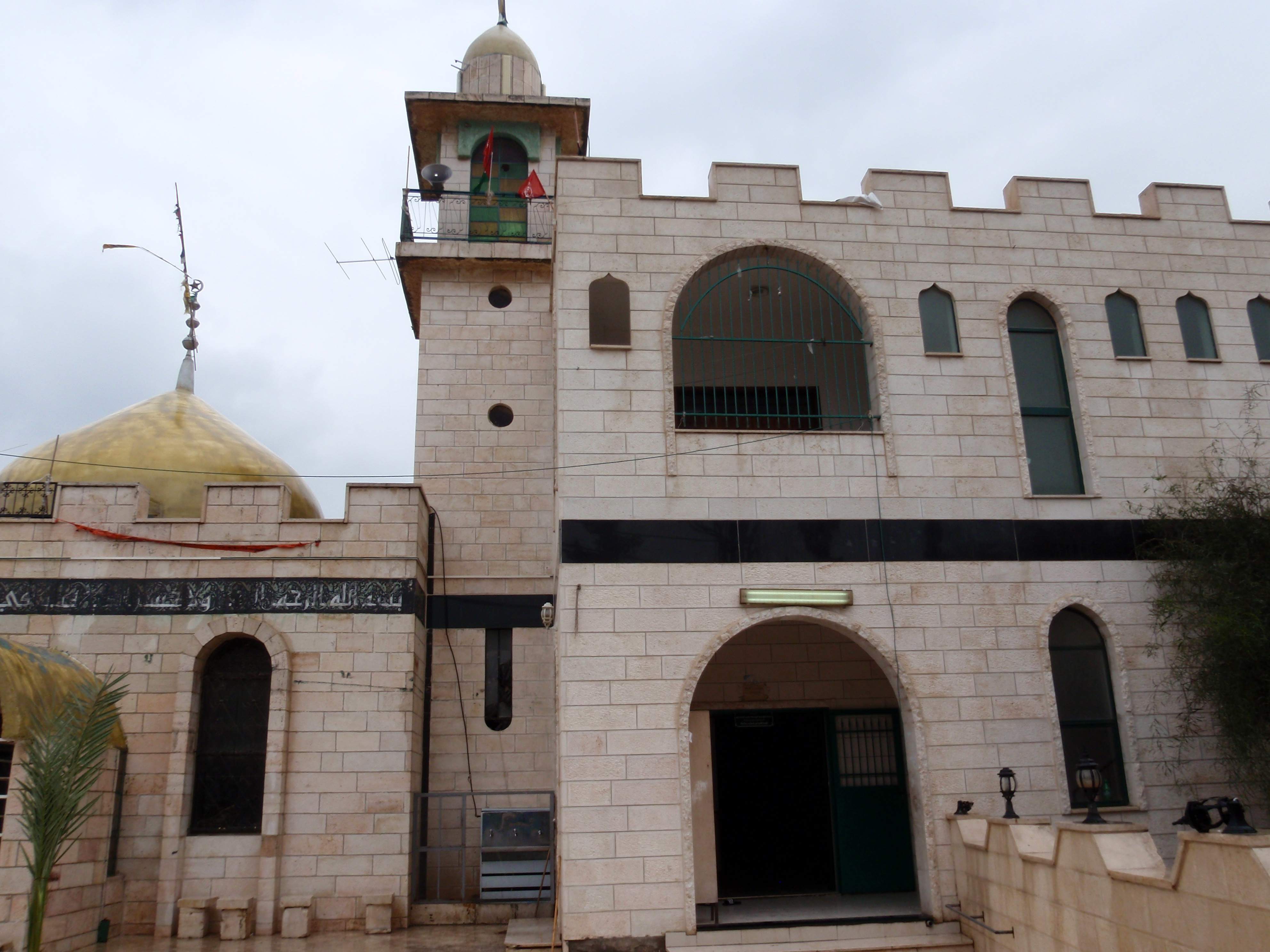
Die Haupt-Moschee in Bil'in

Bil'in (arabisch بلعين, DMG Bilʿīn) ist ein palästinensisches Dorf, das zwölf Kilometer westlich von Ramallah im Westjordanland liegt. Das Dorf hat 1800 Bewohner, hauptsächlich Muslime.

## Geschichte
Nach dem Sechstagekrieg 1967 wurde Bil'in von der israelischen Armee besetzt. Seit der Unterzeichnung der vorläufigen Vereinbarung zum Westjordanland und dem Gazastreifen 1995 wurde es von der Palästinensischen Autonomiebehörde (PA) verwaltet. Es grenzt an die Israelischen Sperranlagen sowie die Jüdische Siedlung Modiʿin Illit an.
Historisch gesehen ein kleines landwirtschaftliches Dorf, ist das moderne Bil'in größtenteils ein Vorort des nahegelegenen Ramallah, dem Hauptsitz der PA. Bil'in gilt als ideologische Hochburg der Fatah, viele Angestellte der PA wohnen dort.

## Gerichtsurteile
Bil'in liegt vier Kilometer östlich der Grünen Linie, nahe den israelischen Sperranlagen. Am 9. Juli 2004 erklärte der Internationale Strafgerichtshof die Mauer eine Verletzung internationalen Rechts. Eine Woche früher hatte der Oberste israelische Gerichtshof entschieden, dass die israelische Regierung das Recht hat, aus Sicherheitsgründen eine Mauer zu bauen, aber dass Teile der Mauer übermäßige Härte für Palästinenser verursachen würde und die Mauer daher umgeleitet werden sollte. In 2005 engagierte der lokale Anführer des Bil'iner Rats, Ahmed Issa Abdullah Yassin, den israelischen Menschenrechtsanwalt Michael Sfard, um das Dorf in einer Petition an den Obersten Gerichtshof zu repräsentieren. Am 4. September 2007 wies das Gericht die Regierung an, den Verlauf der Mauer nahe Bil'in zu ändern. Das israelische Verteidigungsministerium sagte, es werde die Rechtsprechung respektieren.
Am 5. September 2007 legalisierte der Oberste Gerichtshof von Israel die israelische Siedlung Mattityahu East, nahe Modiʿin Illit, die auf Land von Palästinensern errichtet wurde, das von Israel aber als Staatsland betrachtet wird. Bil'in schwor, den Widerstand fortzuführen, und bot anderen Dörfern mit ähnlichen Problemen Unterstützung an. Die Mauer trennt das Dorf von 60 Prozent seines Agrarlands ab.
Nach Angaben des New Left Reviews wurden die Siedlungen um Bil'in von den israelischen Geschäftsleuten Lew Awnerowitsch Lewiew und Shaya Boymelgreen finanziert, um ihre politischen und wirtschaftlichen Interessen voranzutreiben.

## Wöchentliche Proteste
Seit Januar 2005 organisiert das Dorf wöchentliche Proteste gegen den Bau der Mauer. Diese Proteste haben Medienaufmerksamkeit angezogen sowie die Beteiligung vieler internationaler Solidaritätsorganisationen wie auch linker Gruppen wie Gusch Schalom, Anarchisten gegen die Mauer und das International Solidarity Movement. Die Proteste finden in Form von Märschen zu dem Ort der illegalen Mauer statt, mit dem Ziel den Bau abzubrechen sowie die bereits gebauten Teile abzubauen. Das Israelische Militär interveniert regelmäßig, um die Demonstranten daran zu hindern, die Mauer zu erreichen, was zu Gewalt führt; sowohl Demonstranten als auch Soldaten wurden schwer verletzt. Demonstranten führten Gasmasken bei sich und riefen u. a. „Israel is a fascist state!“. Des Weiteren wurden arabische Jungen am Rand der Gruppe der Demonstranten beim Werfen von Steinen beobachtet.
Die wöchentlichen Proteste ziehen internationale Aktivisten wie Richard Bronson und Jimmy Carter an. Die Friedensnobelpreisträgerin von 1976, Mairead Corrigan, wurde im Bein von einem gummiummantelten Geschoss getroffen und inhalierte laut Zeugenaussagen große Mengen von Tränengas während einer Demonstration im April 2007. Im Juni 2008 wurden die Vizepräsidentin des Europäischen Parlaments, Luisa Morgantini sowie Julio Toscano, ein italienischer Richter, in Bil'in verletzt. Im April 2009 wurde ein Bewohner von Bil'in, Bassem Ibrahim Abu-Rahma, getötet, nachdem ihn ein Tränengaskanister an der Brust traf.
Zwischen 2005 und 2011 dokumentierte der Palästinenser Emad Burnat die Proteste der Dorfgemeinschaft in dem gemeinsam mit dem Israeli Guy Davidi produzierten und mehrfach ausgezeichneten Dokumentarfilm 5 Broken Cameras.
Abdullah Abu Rahma, Koordinator des Bil'in Popular Committee Against the Wall, wurde im Dezember 2009 inhaftiert, nachdem er eine Ausstellung mit benutzter Munition, die gegen Demonstranten eingesetzt worden war, organisiert hatte. Er wurde verurteilt wegen Waffenbesitz, Aufstachelung sowie dem Werfen von Steinen auf IDF-Soldaten. Desmond Tutu drängte Israel, ihn freizulassen.
Am 15. März 2010 hängten Soldaten im Ort Infozettel auf, auf denen das Gebiet zwischen der Mauer und Bil'in freitags zu den Zeiten der Proteste als geschlossene Militärzone deklariert wurde. Diese Sperrung betrifft Ausländer und Israelis, nicht die Bewohner des Ortes.